# Ulldemolins
Ulldemolins è un comune spagnolo di 495 abitanti situato nella comunità autonoma della Catalogna.